# Bobby Robson
Sir Bobby Robson (18 tháng 2 năm 1933 tại Sacriston, Anh – 31 tháng 7 năm 2009) là một cựu cầu thủ và huấn luyện viên bóng đá người Anh nổi tiếng. Năm 2002, Bobby Robson được Nữ hoàng Anh phong tước Hiệp sĩ. Ông từng là huấn luyện viên Đội tuyển bóng đá quốc gia Ireland nhưng dưới danh nghĩa là "trợ lý bóng đá quốc tế".
Khi còn là cầu thủ, Bobby Robson đã từng chơi cho các câu lạc bộ bóng đá Anh và Canada. Ông cũng được khoác áo đội tuyển Anh 20 lần, trong đó một lần tham dự World Cup 1958. Với cương vị huấn luyện viên, ông đã huấn luyện nhiều câu lạc bộ và đội tuyển quốc gia châu Âu.

## Sự nghiệp

### Cầu thủ bóng đá
- Fulham
- West Bromwich Albion
- Vancouver Royals (Canada)

### Huấn luyện viên

#### Đội tuyển bóng đá quốc gia
- Anh: 1982–1990
- Ireland: tháng 1, 2005 – nay (trợ lý bóng đá quốc tế)

#### Câu lạc bộ
- Fulham: 1968–1969
- Ipswich Town: 1969–1982
- PSV Eindhoven: 1990–1992 và 1998–1999
- Sporting Lisbon: 1992–1993
- F.C. Porto: 1993–1995
- FC Barcelona: 1995–1998
- Newcastle United: 1999–2004

## Danh hiệu

### Huấn luyện viên
Ipswich Town
- FA Cup: 1977–78
- Texaco Cup: 1972–73
- UEFA Cup: 1980–81
- National Fives Tournament: 1977

PSV Eindhoven
- Eredivisie: 1990–91, 1991–92
- Johan Cruyff Shield: 1998

Porto
- Primeira Divisão: 1994–95, 1995–96
- Taça de Portugal: 1993–94
- Supertaça Cândido de Oliveira: 1993, 1994

Barcelona
- Copa del Rey: 1996–97
- Supercopa de España: 1996
- European Cup Winners' Cup: 1996–97